# Уиттакер, Стивен
Сти́вен Го́рдон Уитта́кер (англ. Steven Gordon Whittaker; род. 16 июня 1984, Эдинбург) — шотландский футболист, игравший на позиции правого защитника. В настоящее время помощник главного тренера английского клуба «Флитвуд Таун».
Профессиональная карьера Уиттакера началась в 2002 году в клубе «Хиберниан». В сезоне 2006/07 Стивен в составе «хибс» стал обладателем Кубка шотландской лиги. Через год защитник перебрался из столицы Шотландии в Глазго, где стал игроком «Рейнджерс». За «джерс» Уиттакер выступал до лета 2012 года, когда, покинув «рейнджеров» в статусе свободного агента, подписал 4-летний контракт с представителем английской Премьер-лиги, клубом «Норвич Сити».
С 2009 года Стивен защищал цвета национальной сборной Шотландии. Провёл в её составе тридцать один матч.

## Клубная карьера

### «Хиберниан»
Первой командой Уиттакера стал хорошо известный в Эдинбурге молодёжный клуб «Хатчинсон Вейл». С детства Стивен болел за команду «Харт оф Мидлотиан». Тем не менее, 1 августа 2000 года Стивен был принят в Академию другого клуба столицы Шотландии — «Хиберниан». Другими футболистами, зачисленными в молодёжный состав «бело-зелёных», были Дерек Райордан и Кенни Миллера.
12 мая 2002 года руководство «хибс» предложило молодому защитнику профессиональный контракт, который Уиттакер с готовностью подписал. В тот же день Стивен дебютировал в первой команде «Хиберниана» в поединке чемпионата Шотландии с клубом «Сент-Джонстон».
В сезоне 2002/03 Уиттакер сыграл всего шесть матчей, не пользуясь особым доверием со стороны главного тренера «бело-зелёных», Бобби Уильямсона. Однако в следующем футбольном году молодой футболист смог доказать свою состоятельность и прочно занял место на правом фланге обороны «Хиберниана».
3 января 2004 года, поразив ворота «Партик Тисл», Уиттакер открыл счёт своим голам за эдинбургцев. В том же сезоне «Хиберниан» вышел в финал Кубка Лиги, где однако уступил клубу «Ливингстон» со счётом 0:2. Уиттакер в этом поединке на поле не появился, проведя весь матч на скамейке запасных.
Прибывший в мае 2004 года на пост наставника «хибс», Тони Моубрей, сумел ещё больше раскрыть талант Стивена, который стал одним из лидеров команды. В том же году Уиттакер был впервые призван под знамёна молодёжной сборной Шотландии. В клубе дела Уиттакера также шли неплохо — во многом благодаря уверенной игре молодого защитника «Хиберниан» в сезоне 2004/05 завоевал бронзовые медали национального первенства.
В октябре 2006 года в «хибс» вновь сменился наставник — новый главный тренер «бело-зелёных», Джон Коллинз, с первых дней своей работы в Эдинбурге также стал опираться на лидерские качества Стивена. В сезоне 2006/07 «Хиберниан» стал обладателем Кубка Лиги, переиграв в финальной встрече «Килмарнок» со разгромным счётом 5:1.
Всего за пять лет, проведённых в составе «хибс», Уиттакер провёл 174 матча, забил пять голов.

### «Рейнджерс»
1 августа 2007 года Стивен пополнил ряды клуба «Рейнджерс», подписав с ним 5-летний контракт. Сумма, заплаченная «джерс» «Хиберниану» за футболиста, составила два миллиона фунтов стерлингов.
18 августа состоялся дебют Уиттакера в официальном матче за глазговскую команду против «Фалкирка». В этом поединке «Рейнджерс» разгромили «детей» 7:2, Стивен забил второй гол «джерс». Примечательно, что главный тренер «джерс», Уолтер Смит, в первое время пребывания Уиттакера в команде использовал защитника на левом фланге обороны вместо привычного ему правого.
10 апреля 2008 года Уиттакер поразил ворота португальского «Спортинга» в четвертьфинале Кубка УЕФА, тем самым закрепив победу шотландцев во встрече, закончившейся со счётом 2:0. Гол получился очень красивым — Стивен отобрал мяч у футболиста «львов» в центре поля, пробежал до ворот противника, попутно обыграв троих португальцев, вошёл в штрафную соперника и ударом низом отправил снаряд в дальний угол. После матча Уиттакер признался, что этот мяч он считает самым лучшим в своей карьере.
Всего в сезоне 2009/10 Стивен забил 11 голов. В том же футбольном году защитник стал чемпионом Шотландии, выиграв свой пятый титул в карьере.
В июле 2011 года Уиттакер подписал с «Рейнджерс» новый пятилетний контракт, тем самым поставив точку под ходившими вокруг него спекуляциями о его возможном переходе в турецкий «Бурсаспор». В декабре того же года Стивен выбыл из строя на шесть недель по причине восстановления после сделанной ему операции по удалению грыжи.
В июне 2012 года Уиттакер выступил в заявлением, что он намерен покинуть стан «Рейнджерс», не желая участвовать в структуре, созданной новым владельцем «джерс» Чарльзом Грином, купившим клуб на пике его финансовых проблем в середине 2012 года. Ранее Шотландская профессиональная футбольная ассоциация (профсоюз футболистов страны) объявила, что любые игроки глазговцев при желании имеют право стать свободными агентами без выплаты «рейнджерам» компенсации.

### «Норвич Сити»
30 июня 2012 года Уиттакер подписал 4-летний контракт с представителем английской Премьер-лиги, клубом «Норвич Сити». 31 октября Стивен впервые защищал цвета «канареек» в официальной встрече — в тот день «фермеры» в рамках Кубка лиги соперничали с «Тоттенхэм Хотспур». 8 декабря шотландец забил свой первый гол за «Норвич», поразив в матче национального первенства Англии ворота «Суонси Сити».

### Клубная статистика
| Клуб                   | Сезон                  | Чемпионат | Чемпионат | Кубок | Кубок | Кубок Лиги | Кубок Лиги | Еврокубки | Еврокубки | Итого | Итого |
| Клуб                   | Сезон                  | Игры      | Голы      | Игры  | Голы  | Игры       | Голы       | Игры      | Голы      | Игры  | Голы  |
| ---------------------- | ---------------------- | --------- | --------- | ----- | ----- | ---------- | ---------- | --------- | --------- | ----- | ----- |
| Хиберниан              | 2001/02                | 1         | 0         | —     | —     | —          | —          | —         | —         | 1     | 0     |
| Хиберниан              | 2002/03                | 6         | 0         | —     | —     | —          | —          | —         | —         | 6     | 0     |
| Хиберниан              | 2003/04                | 28        | 1         | 1     | 0     | 4          | 0          | —         | —         | 33    | 1     |
| Хиберниан              | 2004/05                | 37        | 1         | 4     | 1     | 2          | 0          | 2         | 0         | 45    | 2     |
| Хиберниан              | 2005/06                | 34        | 1         | 4     | 0     | —          | —          | 2         | 0         | 40    | 1     |
| Хиберниан              | 2006/07                | 35        | 1         | 6     | 0     | 4          | 0          | 4         | 0         | 49    | 1     |
| Всего за «Хиберниан»   | Всего за «Хиберниан»   | 141       | 4         | 15    | 1     | 10         | 0          | 8         | 0         | 174   | 5     |
| Рейнджерс              | 2007/08                | 30        | 4         | 6     | 0     | 3          | 0          | 9         | 1         | 48    | 5     |
| Рейнджерс              | 2008/09                | 24        | 2         | 4     | 1     | 1          | 0          | 2         | 0         | 31    | 3     |
| Рейнджерс              | 2009/10                | 35        | 7         | 5     | 3     | 4          | 1          | 6         | 0         | 50    | 11    |
| Рейнджерс              | 2010/11                | 36        | 4         | 3     | 2     | 3          | 0          | 10        | 1         | 52    | 7     |
| Рейнджерс              | 2011/12                | 25        | 2         | —     | —     | 1          | 0          | 2         | 0         | 28    | 2     |
| Всего за «Рейнджерс»   | Всего за «Рейнджерс»   | 150       | 19        | 18    | 6     | 12         | 1          | 29        | 2         | 209   | 28    |
| Норвич Сити            | 2012/13                | 10        | 1         | —     | —     | 1          | 0          | —         | —         | 11    | 1     |
| Всего за «Норвич Сити» | Всего за «Норвич Сити» | 10        | 1         | 0     | 0     | 1          | 0          | 0         | 0         | 11    | 1     |
| Всего за карьеру       | Всего за карьеру       | 301       | 24        | 33    | 7     | 23         | 1          | 37        | 2         | 394   | 34    |

(откорректировано по состоянию на 17 марта 2013)

## Сборная Шотландии
За период с 2004 по 2006 год Уиттакер защищал цвета молодёжной сборной Шотландии — сыграл в её составе 18 матчей, забил один гол.
В октябре 2006 года Стивен был впервые вызван в первую команду страны на отборочный матч к чемпионату Европы 2008 против Украины, но не смог дебютировать за «тартановую армию» в этот раз, проведя игру на скамейке запасных.
10 ноября 2007 года Уиттакер был призван под знамёна второй сборной Шотландии. Через десять дней Стивен дебютировал в её составе, выйдя на замену вместо Росса Маккормака в поединке с североирландцами.
12 августа 2009 года Уиттакер впервые сыграл в матче первой сборной, заменив Кристофа Берра на 78-й минуте встречи с Норвегией.
Стивен провёл за «тартановую армию» тридцать один матч.

### Матчи и голы за сборную Шотландии
| Матчи и голы Уиттакера за сборную Шотландии | Матчи и голы Уиттакера за сборную Шотландии | Матчи и голы Уиттакера за сборную Шотландии                   | Матчи и голы Уиттакера за сборную Шотландии | Матчи и голы Уиттакера за сборную Шотландии | Матчи и голы Уиттакера за сборную Шотландии | Матчи и голы Уиттакера за сборную Шотландии       |
| №                                           | Дата                                        | Место                                                         | Оппонент                                    | Счёт                                        | Голы Уиттакера                              | Соревнование                                      |
| ------------------------------------------- | ------------------------------------------- | ------------------------------------------------------------- | ------------------------------------------- | ------------------------------------------- | ------------------------------------------- | ------------------------------------------------- |
| 1                                           | 12 августа 2009                             | «Уллевол», Осло, Норвегия                                     | Норвегия                                    | 0:4                                         | —                                           | Отборочный матч чемпионата мира по футболу 2010   |
| 2                                           | 5 сентября 2009                             | «Хэмпден Парк», Глазго, Шотландия                             | Македония                                   | 2:0                                         | —                                           | Отборочный матч чемпионата мира по футболу 2010   |
| 3                                           | 9 сентября 2009                             | «Хэмпден Парк», Глазго, Шотландия                             | Голландия                                   | 0:1                                         | —                                           | Отборочный матч чемпионата мира по футболу 2010   |
| 4                                           | 10 октября 2009                             | «Ниссан», Иокогама, Япония                                    | Япония                                      | 0:2                                         | —                                           | Товарищеский матч                                 |
| 5                                           | 3 марта 2010                                | «Хэмпден Парк», Глазго, Шотландия                             | Чехия                                       | 1:0                                         | —                                           | Товарищеский матч                                 |
| 6                                           | 11 августа 2010                             | «Росунда», Стокгольм, Швеция                                  | Швеция                                      | 0:3                                         | —                                           | Товарищеский матч                                 |
| 7                                           | 3 сентября 2010                             | Стадион имени С. Дарюса и С. Гиренаса, Каунас, Литва          | Литва                                       | 0:0                                         | —                                           | Отборочный матч чемпионата Европы по футболу 2012 |
| 8                                           | 8 октября 2010                              | «Синот Тип Арена», Прага, Чехия                               | Чехия                                       | 0:1                                         | —                                           | Отборочный матч чемпионата Европы по футболу 2012 |
| 9                                           | 12 октября 2010                             | «Хэмпден Парк», Глазго, Шотландия                             | Испания                                     | 2:3                                         | —                                           | Отборочный матч чемпионата Европы по футболу 2012 |
| 10                                          | 27 марта 2011                               | «Эмирейтс», Лондон, Англия                                    | Бразилия                                    | 0:2                                         | —                                           | Товарищеский матч                                 |
| 11                                          | 25 мая 2011                                 | «Авива», Дублин, Ирландия                                     | Уэльс                                       | 3:1                                         | —                                           | Кубок наций 2011                                  |
| 12                                          | 29 мая 2011                                 | «Авива», Дублин, Ирландия                                     | Ирландия                                    | 0:1                                         | —                                           | Кубок наций 2011                                  |
| 13                                          | 6 сентября 2011                             | «Хэмпден Парк», Глазго, Шотландия                             | Литва                                       | 1:0                                         | —                                           | Отборочный матч чемпионата Европы по футболу 2012 |
| 14                                          | 11 ноября 2011                              | «Антонис Пападопулос», Ларнака, Кипр                          | Кипр                                        | 2:1                                         | —                                           | Товарищеский матч                                 |
| 15                                          | 27 мая 2012                                 | «Ивербанк Филд», Джэксонвилл, США                             | США                                         | 1:5                                         | —                                           | Товарищеский матч                                 |
| 16                                          | 14 ноября 2012                              | «Жози Бартель», Люксембург, Люксембург                        | Люксембург                                  | 2:1                                         | —                                           | Товарищеский матч                                 |
| 17                                          | 26 марта 2013                               | «Караджордже», Нови-Сад, Сербия                               | Сербия                                      | 0:2                                         | —                                           | Отборочный матч чемпионата мира по футболу 2014   |
| 18                                          | 7 июня 2013                                 | «Максимир», Загреб, Хорватия                                  | Хорватия                                    | 1:0                                         | —                                           | Отборочный матч чемпионата мира по футболу 2014   |
| 19                                          | 14 августа 2013                             | «Уэмбли», Лондон, Англия                                      | Англия                                      | 2:3                                         | —                                           | Товарищеский матч                                 |
| 20                                          | 6 сентября 2013                             | «Хэмпден Парк», Глазго, Шотландия                             | Бельгия                                     | 0:2                                         | —                                           | Отборочный матч чемпионата мира по футболу 2014   |
| 21                                          | 10 сентября 2013                            | «Национальная арена Филипп II Македонский», Скопье, Македония | Македония                                   | 2:1                                         | —                                           | Отборочный матч чемпионата мира по футболу 2014   |
| 22                                          | 15 ноября 2013                              | «Хэмпден Парк», Глазго, Шотландия                             | США                                         | 0:0                                         | —                                           | Товарищеский матч                                 |
| 23                                          | 19 ноября 2013                              | «Акер», Молде, Норвегия                                       | Норвегия                                    | 1:0                                         | —                                           | Товарищеский матч                                 |
| 24                                          | 28 мая 2014                                 | «Крейвен Коттедж», Лондон, Англия                             | Нигерия                                     | 2:2                                         | —                                           | Товарищеский матч                                 |
| 25                                          | 7 сентября 2014                             | «Сигнал Идуна Парк», Дортмунд, Германия                       | Германия                                    | 1:2                                         | —                                           | Отборочный матч чемпионата Европы по футболу 2016 |
| 26                                          | 14 октября 2014                             | Национальный стадион, Варшава, Польша                         | Польша                                      | 2:2                                         | —                                           | Отборочный матч чемпионата Европы по футболу 2016 |
| 27                                          | 14 ноября 2014                              | «Селтик Парк», Глазго, Шотландия                              | Ирландия                                    | 1:0                                         | —                                           | Отборочный матч чемпионата Европы по футболу 2016 |
| 28                                          | 18 ноября 2014                              | «Селтик Парк», Глазго, Шотландия                              | Англия                                      | 1:3                                         | —                                           | Товарищеский матч                                 |
| 29                                          | 25 марта 2015                               | «Хэмпден Парк», Глазго, Шотландия                             | Северная Ирландия                           | 1:0                                         | —                                           | Товарищеский матч                                 |
| 30                                          | 8 октября 2015                              | «Хэмпден Парк», Глазго, Шотландия                             | Польша                                      | 2:2                                         | —                                           | Отборочный матч чемпионата Европы по футболу 2016 |
| 31                                          | 29 марта 2016                               | «Хэмпден Парк», Глазго, Шотландия                             | Дания                                       | 1:0                                         | —                                           | Товарищеский матч                                 |

Итого: 31 матч / 0 голов; 12 побед, 5 ничьих, 14 поражений.
(откорректировано по состоянию на 29 марта 2016)

### Сводная статистика игр/голов за сборную
| Сборная          | Год              | Отборочные матчи ЧМ | Отборочные матчи ЧМ | Финальные матчи ЧМ | Финальные матчи ЧМ | Отборочные матчи ЧЕ | Отборочные матчи ЧЕ | Финальные матчи ЧЕ | Финальные матчи ЧЕ | Кубок наций | Кубок наций | Товарищеские матчи | Товарищеские матчи | Итого | Итого |
| Сборная          | Год              | Игры                | Голы                | Игры               | Голы               | Игры                | Голы                | Игры               | Голы               | Игры        | Голы        | Игры               | Голы               | Игры  | Голы  |
| ---------------- | ---------------- | ------------------- | ------------------- | ------------------ | ------------------ | ------------------- | ------------------- | ------------------ | ------------------ | ----------- | ----------- | ------------------ | ------------------ | ----- | ----- |
| Шотландия        | 2009             | 3                   | 0                   | —                  | —                  | —                   | —                   | —                  | —                  | —           | —           | 1                  | 0                  | 4     | 0     |
| Шотландия        | 2010             | —                   | —                   | —                  | —                  | 3                   | 0                   | —                  | —                  | —           | —           | 2                  | 0                  | 5     | 0     |
| Шотландия        | 2011             | —                   | —                   | —                  | —                  | 1                   | 0                   | —                  | —                  | 2           | 0           | 2                  | 0                  | 5     | 0     |
| Шотландия        | 2012             | —                   | —                   | —                  | —                  | —                   | —                   | —                  | —                  | —           | —           | 2                  | 0                  | 2     | 0     |
| Шотландия        | 2013             | 4                   | 0                   | —                  | —                  | —                   | —                   | —                  | —                  | —           | —           | 3                  | 0                  | 7     | 0     |
| Шотландия        | 2014             | —                   | —                   | —                  | —                  | 3                   | 0                   | —                  | —                  | —           | —           | 2                  | 0                  | 5     | 0     |
| Шотландия        | 2015             | —                   | —                   | —                  | —                  | 1                   | 0                   | —                  | —                  | —           | —           | 1                  | 0                  | 2     | 0     |
| Шотландия        | 2016             | —                   | —                   | —                  | —                  | —                   | —                   | —                  | —                  | —           | —           | 1                  | 0                  | 1     | 0     |
| Всего за карьеру | Всего за карьеру | 7                   | 0                   | 0                  | 0                  | 8                   | 0                   | 0                  | 0                  | 2           | 0           | 14                 | 0                  | 31    | 0     |

## Достижения
«Хиберниан»
- Обладатель Кубка шотландской лиги: 2006/07
- Финалист Кубка шотландской лиги: 2003/04

 «Рейнджерс»
- Чемпион Шотландии (3): 2008/09, 2009/10, 2010/11
- Обладатель Кубка Шотландии (2): 2007/08, 2008/09
- Обладатель Кубка шотландской лиги (3): 2007/08, 2009/10, 2010/11
- Финалист Кубка УЕФА: 2007/08
- Финалист Кубка шотландской лиги: 2008/09

 Сборная Шотландии
- Серебряный призёр Кубка наций: 2011